# Francisco Álvarez Martínez
Francisco Álvarez Martínez (Llanera, Astúrias, 14 de julho de 1925 — Madrid, 5 de janeiro de 2022) foi um cardeal da Igreja Católica espanhol, arcebispo-emérito de Toledo.

## Biografia
Nascido em Llanera, nas Astúrias, é filho de Francisco Álvarez e Carmen Martínez. Estudou no Seminário de Oviedo, na Universidade Pontifícia de Salamanca e na Universidade Pontifícia Comillas, onde obteve o doutorado em direito canônico.
Recebeu a ordenação como padre em 11 de junho de 1950, em Oviedo. Na arquidiocese de Oviedo, realizou trabalho pastoral e foi secretário particular do arcebispo por 7 anos, quando se tornou pró-vigário-geral.
Eleito bispo de Tarazona pelo Papa Paulo VI em 13 de abril de 1973, foi consagrado em 3 de junho, na catedral de Tarazona, por Luigi Dadaglio, arcebispo-titular de Lerus e núncio apostólico na Espanha, coadjuvado por Pedro Cantero Cuadrado, arcebispo de Zaragoza, e por José Méndez Asensio, arcebispo de Pamplona. Foi transferido para a Diocese de Calahorra e La Calzada-Logroño, em 20 de dezembro de 1976 e foi transferido para a Diocese de Orihuela-Alicante, em 12 de maio de 1989. Foi promovido a arcebispo metropolitano de Toledo em 23 de junho de 1995, tornando-se o Primaz da Espanha.
Em 21 de janeiro de 2001, foi anunciada a sua criação como cardeal pelo Papa João Paulo II, no Consistório de 21 de fevereiro, em que recebeu o barrete vermelho e o título de cardeal-presbítero de Santa Maria «Regina Pacis» a Monte Verde.
Renunciou ao governo pastoral da arquidiocese em 24 de outubro de 2002 e, depois de se aposentar, passou a residir em Madrid.
Morreu em um hospital de Madrid, em 5 de janeiro de 2022, após uma longa doença.

## Conclaves
- Conclave de 2005 - participou da eleição de Joseph Ratzinger como Papa Bento XVI.
- Conclave de 2013 - não participou da eleição de Jorge Mario Bergoglio como Papa Francisco, pois perdeu o direito ao voto em 14 de julho de 2005.